# 里氏兵魴鮄
里氏兵魴鮄，為輻鰭魚綱鮋形目牛尾魚亞目角魚科的其中一種，分布於西大西洋區，從加勒比海至巴西海域，棲息深度36-55公尺，體長可達9.9公分，為底棲性魚類。

## 擴展閱讀
維基物種上的相關：里氏兵魴鮄